# Liste des opérateurs de réseau mobile en Algérie
Cet article représente la liste des opérateurs de réseau mobile en Algérie.
En juin 2023, l'Algérie compte plus de 50,57 millions d’abonnés aux réseaux de téléphonie mobile, soit un taux de pénétration de 114,42 %. Ces abonnés sont partagés entre les trois opérateurs du secteur : Mobilis, Djezzy et Ooredoo Algérie.
| Rang | Opérateur       | Préfixe | Technologie            | Propriété              | Abonnés (septembre 2023) |
| ---- | --------------- | ------- | ---------------------- | ---------------------- | ------------------------ |
| 1    | Mobilis         | 6       | UMTS, GSM, 3G+, 4G LTE | Groupe Télécom Algérie | 22 107 897               |
| 2    | Djezzy          | 7       | UMTS, GSM, 3G+, 4G LTE | FNI (État algérien)    | 15 550 652               |
| 3    | Ooredoo Algérie | 5       | UMTS, GSM, 3G+, 4G LTE | Ooredoo                | 12 913 986               |